# Flemming Werge
Flemming Werge (født 19. marts 1945) er en dansk sanger og musiker, der mest er kendt som forsanger i popgruppen Blue Notes. Deres største hit var Uglevisen i 1975, som blev Årets Hit på Dansktoppen. Han har siden 1976 været ejer af cafeer, diskoteker og restauranter.
I 1967 blev Werge, som er uddannet folkeskolelærer, forsanger i Blue Notes, og året efter brød gruppen igennem på Dansktoppen med Julia. Gruppen havde stor succes indtil starten af 1980'erne.
I 1976 købte Werge en cafe for de penge, han havde tjent på Uglevisen, og i 1980 købte han et diskotek i Roskilde. I løbet af de næste år erhvervede han sig i alt ti diskoteker over hele landet.
I 1989 flyttede han til London og senere til Mallorca. I 1996 vendte han hjem til Danmark og købte en restaurant på Højbro Plads.